# Asplenium pulcherrimum
Asplenium pulcherrimum là một loài thực vật có mạch trong họ Aspleniaceae. Loài này được (Baker) Ching ex Tardieu miêu tả khoa học đầu tiên năm 1932.